# Cetoconcha pelseneeri
Cetoconcha pelseneeri is een tweekleppigensoort uit de familie van de Cetoconchidae. De wetenschappelijke naam van de soort is voor het eerst geldig gepubliceerd in 1911 door Pelseneer.